# Clase Jacob van Heemskerck

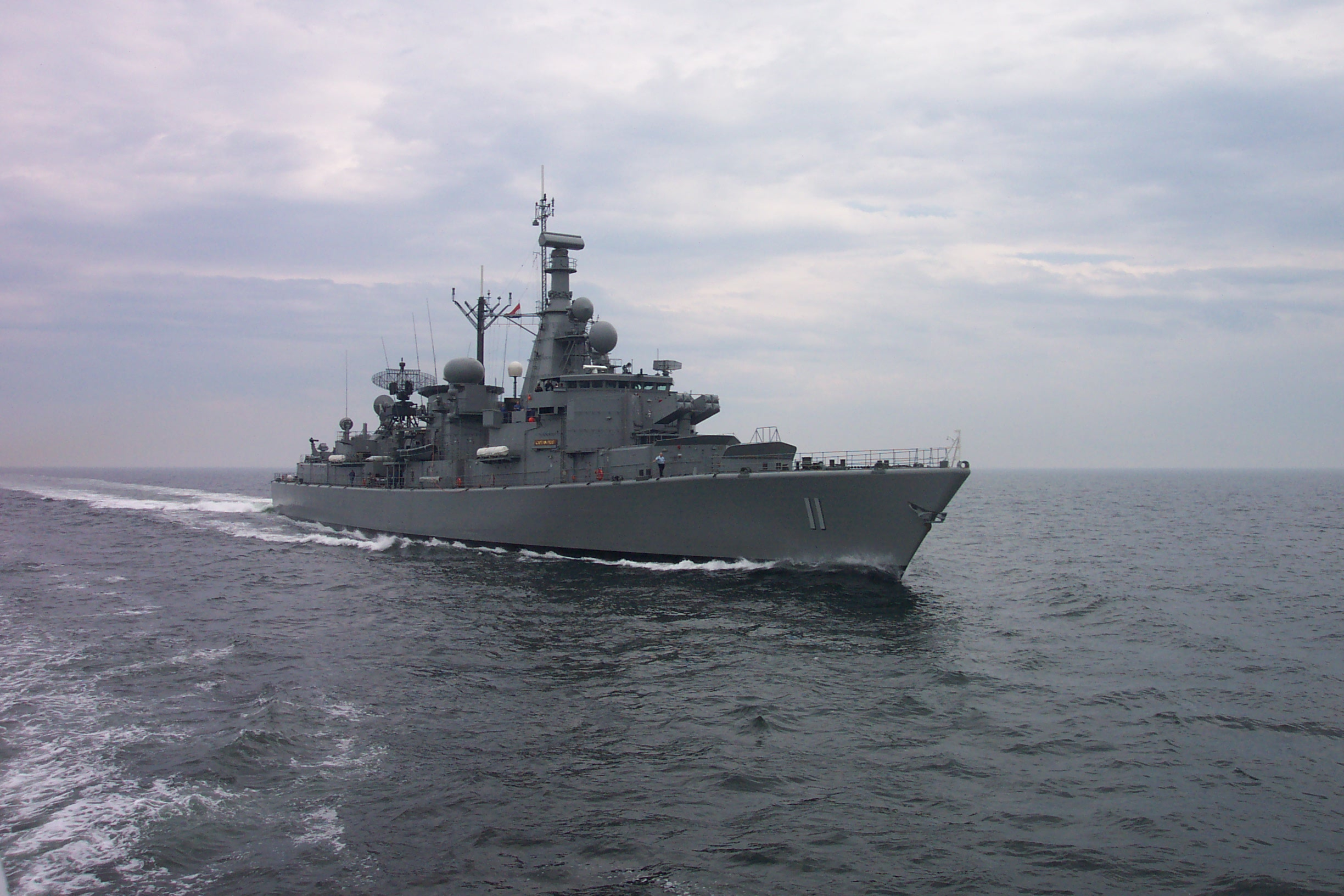
Capitan Prat en el mar del Norte

La Clase Jacob van Heemskerck, también denominada Clase L fue una serie de dos fragatas construidas para la Koninklijke Marine (Armada Real Neerlandesa). Fueron construidas como una versión de defensa antiaérea de las fragatas de la clase Kortenaer. El helicóptero y su equipamiento, fue substituido por un lanzador de misiles superficie-aire de medio alcance y sus radares asociados. Fueron construidos dos buques de esta clase para la Armada de Países Bajos, que fueron vendidos a la Armada de Chile en 2005.

## Buques
Los dos buques de la clase recibieron nombres en memoria de almirantes de los Países Bajos, lo cual es práctica habitual en la Armada neerlandesa.
- Hr. Ms. Jacob van Heemskerck (F812)

Nombrado en memoria de  Jacob van Heemskerk.
Puesto en grada el 21 de enero de 1981
Botado el  5 de noviembre de 1983
Completado el 15 de enero de 1986
Vendido a Chile en 2005 como Almirante Latorre, nombrado en memoria de Juan José Latorre, y continuó en servicio en la Escuadra hasta fines de noviembre de 2019. Retirada del servicio.
- Hr. Ms. Witte de With (F813)

Nombrado en memoria de  Witte Corneliszoon de With.
Puesto en grada el 15 de diciembre de 1981
Botado el  25 de agosto de 1984
Completado el 17 de septiembre de 1986
Vendido a Chile en 2005 como Capitán Prat, nombrado en memoria de Arturo Prat, y continuó en servicio en la Escuadra hasta fines de noviembre de 2019. Retirada del servicio.